# Бекмессер

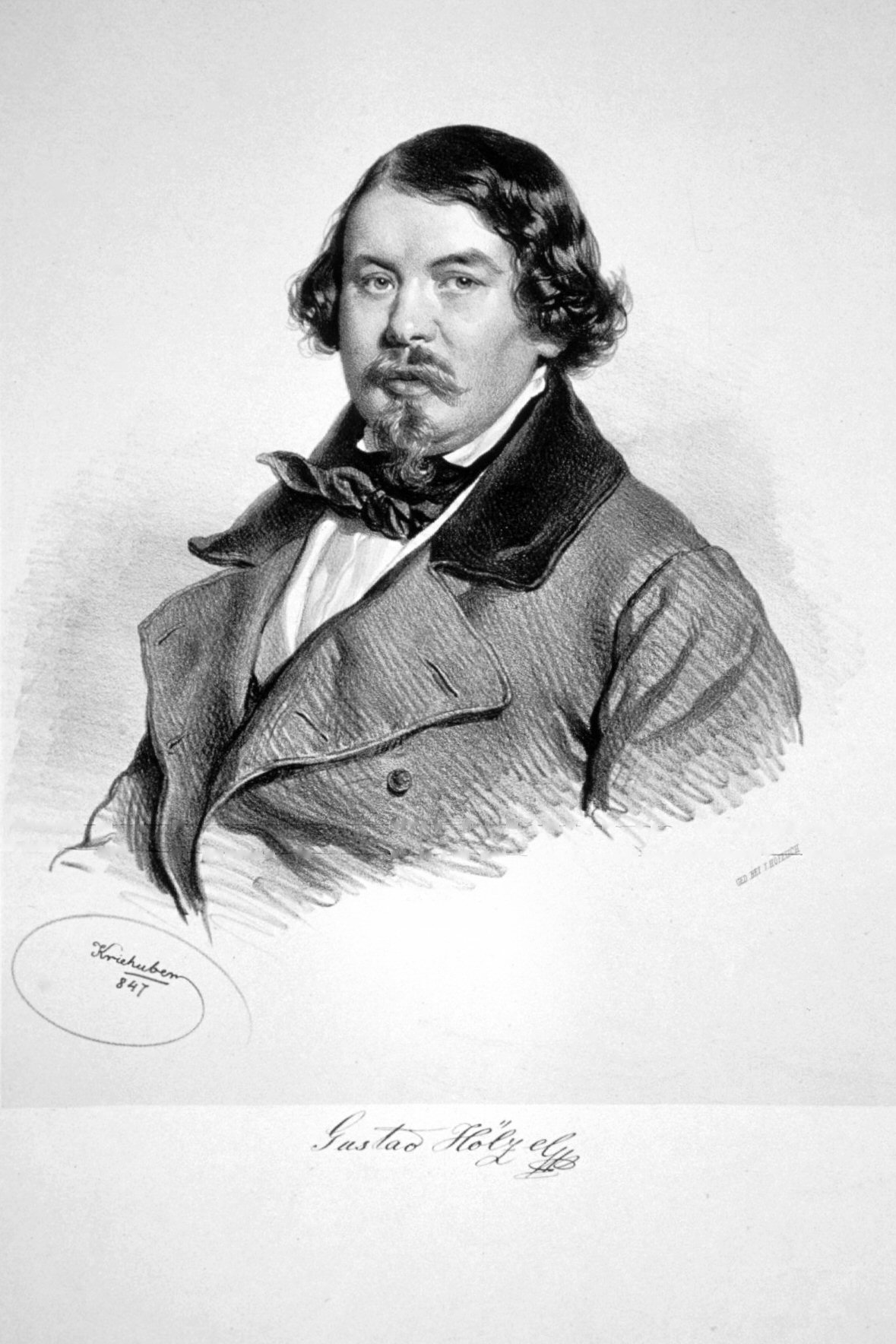
Густав Хёльцель — первый исполнитель роли Бекмессера

Сикст Бекмессер (нем. Sixtus Beckmesser) — центральный комический персонаж оперы «Нюрнбергские мейстерзингеры» немецкого композитора Рихарда Вагнера. Написана в 1861—1867 годах на собственное либретто, считается одной из вершин его творчества. Единственный комический сюжет в его оперном наследии. Премьера состоялась в Мюнхене 21 июня 1868 года. Партию Сикста исполнил Густав Хёльцель. Произведение было принято с большим успехом, но из лагеря противников (брамсианцы) веймарской школы прозвучала критика. По сюжету Бекмессер городской писарь, мейстерзингер, стареющий пятидесятилетний холостяк, который строит планы относительно женитьбы на первой городской красавице. Она влюблена в молодого рыцаря, который пытается вступить в число мейстерзингеров, но Бекмессер крайне придирчиво оценивает его песню и проваливает претендента. На конкурсе певцов Бекмессер выступает крайне неудачно и бежит от собравшихся, а влюблённые счастливо воссоединяются.       
Предполагается, что образ персонажа восходит к реальному историческому лицу — Сиксту Бекмессеру, который, возможно, жил в Нюрнберге в XVI веке. По распространённой точке зрения, Вагнер придал персонажу некоторые черты своего противника в искусстве — венского критика Эдуарда Ганслика. По некоторым предположениям Бекмессер является одним из примеров антисемитской сатиры Вагнера. В немецкой культуре имя бесталанного и завистливого интригана стало нарицательным и стало означать обывательскую, мелочную критику, от него образованы производные слова. Так как Бекмессер лишён творческого начала и подражателен, то в его партии представлены музыкальные темы других героев. Его личный лейтмотив гротескный, ритмически «хромающий». Для серенады Бекмессера, его самого известного номера, по указанию Вагнера было создана специальная арфа, имитирующая звук лютни.       

## В сюжете
Действие происходит в середине XVI века в Нюрнберге. Молодой рыцарь Вальтер фон Штольцинг (тенор) и местная красавица Ева Понгнер (сопрано), дочь ювелира, любят друг друга. Вайт Понгнер (бас), отец Евы, решил, что она выйдет замуж за победителя ежегодного турнира мейстерзингеров. Вальтер хочет немедленно вступить в их гильдию. Для того, чтобы это произошло ему устраивают испытание. Рыцарь незнаком с традициями и техникой мейстерзингеров и его песня неодобрительно встречена присутствующими. Городской писарь Сикст Бекмессер (бас, бас-баритон), который назначен «метчиком» («отметчиком»), оценивающим мастерство претендента, педантично фиксирует мелом на доске множество ошибок. Башмачнику и поэту Гансу Саксу понравилась взволнованная новаторская песня юноши, но ему не удаётся переубедить коллег и Вальтер покидает собравшихся даже не допев. 
Ночью у дома Евы появляется Вальтер. Он пытается уговорить её навсегда покинуть с ним город. Приближающиеся звуки лютни прерывают разговор. Это Бекмессер, который рассчитывает покорить своей игрой Еву. Он уверен в своей завтрашней победе на конкурсе и в том, что девушка станет его женой. Писарь поёт серенаду, даже не замечая, что в окне стоит не Ева, а накинувшая её платье кормилица Магдалена (сопрано). Пение прерывает стук молотка сапожника: это трудится старый Сакс, также влюблённый в Еву. Свою работу он сопровождает простой, незамысловатой песней. Городской писарь негодует, но Сакс не обращает на него внимания. В конце концов оба сходятся на том, что старый башмачник, не прекращая работы, ударами молотка станет отмечать ошибки, которые Бекмессер допустит при пении. Их столько, что Сакс уже кончает труд, а писарь ещё не спел и половины своей серенады. Его резкий, неприятный голос будит горожан. Просыпается и ученик Сакса — Давид (тенор). Увидев, что Бекмессер поёт серенаду его невесте Магдалене, юноша затевает драку со своим мнимым соперником. В неё включаются и соседи, выскочившие на шум. Потасовка прекращается с появлением ночного стража. Сакс уводит Вальтера к себе домой. 
Сакс даёт Вальтеру уроки. В благодарность за это он рассказывает Саксу о прекрасной песне, зародившейся в его сердце. Сакс помогает Штольцингу записать песню. Неожиданно в дом башмачника заглядывает Бекмессер. Писарю нужны стихи, которые принесли бы ему победу на состязании. Однако у него совершенно нет сил: ночная драка отняла последние. Его взгляд падает на листок с песнью Вальтера, записанной почерком Сакса. Писарь прячет его карман, думая, что это конкурсная песня мастера. В комнату входит Сакс, который понимает, что произошло и решает проучить Бекмессера. Он дарит ему похищенный текст и сообщает, что отказывается от состязания. Бекмессер ликует: ведь не будет самого серьёзного соперника! Сакс понимает, что у него нет шансов добиться любви Евы и благословляет влюблённых
Во время праздника Йоханнисфеста (праздник Иванова дня) начинается традиционное состязание мейстерзингеров. Зрители тесным кольцом окружают соревнующихся. Самодовольно улыбаясь, в кругу появляется Бекмессер. Уверенный в успехе, городской писарь даже не потрудился выучить чужую песню наизусть и поёт крайнюю бессмыслицу. Как он ни старается, его пение вызывает лишь смех зрителей. Красный от негодования, Бекмессер покидает круг, кляня в своей неудачи Сакса: старый башмачник нарочно подсунул ему листок с этой глупой песней… Но Сакс говорит, что текст хорош, но только, если его представит искусный певец, а не бездарь. В круг решительно входит Вальтер, и поёт свою песню которая покоряет зрителей. Фон Штольцинг единогласно объявляется победителем состязания, а Ева — его невестой.   

## История создания
При создании оперы Рихард Вагнер использовал несколько источников. Информацию о средневековых мейстерзингерах он получил из нюрнбергской хроники 1697 года. На её основе ранее Эрнст Теодор Амадей Гофман написал новеллу «Мастер Мартин-бочар и его подмастерья» из сборника «Серапионовы братья» (1819—1821). Некоторые моменты из неё повлияли на содержание либретто. Композитор также воспользовался сочинениями и биографией поэта и башмачника Ганса Сакса. До Вагнера на оперную сцену его вывел Альберт Лорцинг в «Гансе Саксе» (1840). Также в литературе отмечается влияние автобиографических мотивов, так, как и Штольцинг, Вагнер испытал на себе упрёки критиков, не принимавших его новаторские произведения. Сюжетной основой послужила история Ганса Сакса, который влюбляется в молодую дочь золотого дел мастера. На турнире мейстерзингеров ему удаётся победить комичного и отталкивающего соперника, который также пытался жениться на девушке. По некоторым сведениям, образ персонажа восходит к реальному историческому лицу — Сиксту Бекмессеру (Six Beckmesser), который, возможно, жил в Нюрнберге в XVI веке. Такое допущение основывается на упоминании его в стихотворении 1527 года Ганса Сакса. Одной из целей Вагнера было показать противостояние воплощения здорового народного творческого духа (башмачник, талантливый певец-мейстерзингер Ганс Сакс — исторический персонаж) и бесплодных, педантичных, консервативных кругов общества. Олицетворением этого стал Сикст Бекмессер, городской писарь, мейстерзингер, стареющий пятидесятилетний холостяк. Он выступает также как метчик на музыкальных состязаниях мейстерзингеров. По распространённой точке зрения, этому бесталанному певцу-ремесленнику Вагнер придал некоторые черты своего оппонента в искусстве — австрийского критика Эдуарда Ганслика, встретившего оперу разгромной статьёй. В 1860-е годы он пропагандировал творчество Иоганнеса Брамса (см. Лейпцигская музыкальная школа), но во второй половине 1840-х годов одобрительно отзывавшегося о музыке Вагнера.      

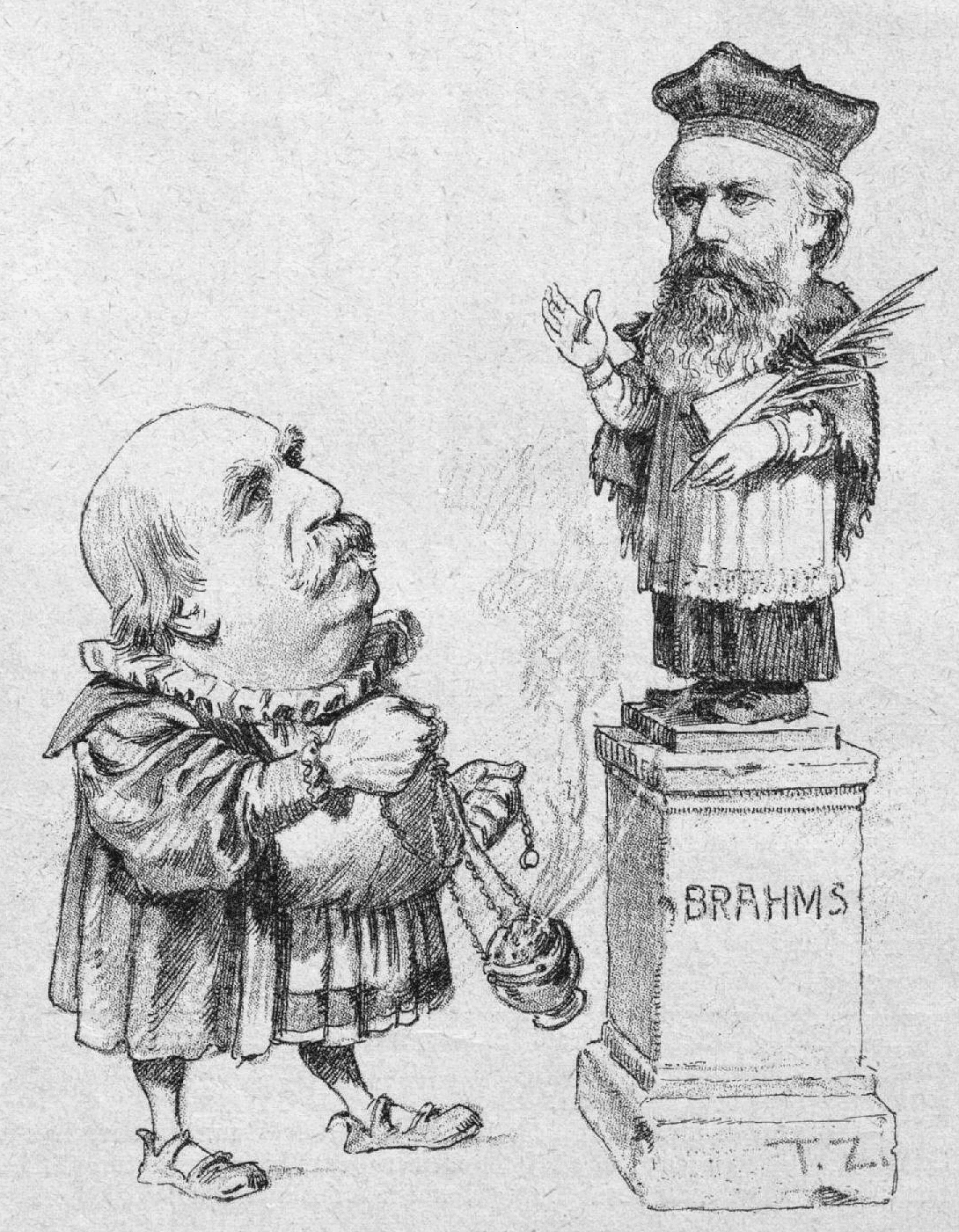
Карикатура на Ганслика, который молится на Иоганнеса Брамса. Устаревшая одежда намекает на консервативные музыкальные взгляды критика, а также возможно отсылает к образу Бекмессера.

Некоторое время Вагнер даже хотел придать персонажу более явную отсылку к венскому критику, назвав его «Ганс Лик» (Hans Lick), «Файт Ганслих» (Veit Hanslich). Считается, что последователи Ганслика и он сам поняли намёк уже при первом ознакомлении с отрывками оперы, состоявшегося в 1862 году в Вене. Этот случай известен из мемуаров Вагнера «Моя жизнь». Он читал оперу в семье Штандгартнеров, на котором присутствовал Ганслик. По мере знакомства с новым произведением гость становился всё угрюмее, а после окончания чтения сразу же ушёл. Композитор прокомментировал такое поведение следующим образом: «Друзья мои единогласно пришли к тому заключению, что Ганслик усмотрел в этой поэме направленный против него пасквиль и приглашение на чтение принял за оскорбление себе. И действительно, с этого вечера отношение ко мне рецензента резко изменилось и стало проявляться в обострённой вражде, последствия чего не заставили себя ждать». Существует точка зрения, что Бекмессер является одним из примеров антисемитского выпада Вагнера. Некоторые исследователи вслед за Теодором Адорно указывали на то, что Вагнер придал Бекмессеру черты еврея-богача из сказки братьев Гримм «Еврей в терновнике» (1815). Самый известный текст композитора против «засилья» евреев-музыкантов в немецкой культуре — «Еврейство в музыке» (первая публикация в 1850 году). Согласно послесловию издания 1869 года именно Ганслик стоит во главе «еврейского заговора». Против такой точки зрения приводят тот факт, что первые наброски образа персонажа относятся к 1845 году, а в то время Ганслик ещё не был известен как музыкальный критик. В литературе распространено мнение, что Бекмессер символизирует всё «то, что Вагнер ненавидел больше всего на свете, от кого пострадал сам,— неудачников в искусстве, ставших бесплодными, консервативными критиками, прикрывающими педантизмом свою бесталанность». Премьера оперы состоялась в Мюнхене 21 июня 1868 года. Партию Сикста исполнил Густав Хёльцель (Gustav Hölzel).     

## Характеристика
«Мейстерзингеры» представляют собой комическую параллель к более ранней опере Вагнера «Тангейзер и состязание певцов в Вартбурге» (1845; на сюжет новеллы Гофмана «Состязание певцов»), в которой за любовь красавицы состязались рыцари-миннезингеры. Об этом автор отзывался так: «Я изобразил Ганса Сакса последним представителем народного творческого духа, и в том освящении, сопоставил его с мещанством мейстерзингеров, комичному, табулаторно-поэтичному педантизму которых я дал чисто индивидуальное выражение в фигуре „метчика“». Вагнер обратился к замыслу комической оперы ещё в 1845 году, но закончил её во второй половине 1860-х годов. В окончательной редакции её содержание было значительно расширено. Критика мейстерзингеров была значительна смягчена. Сам автор называл своё произведение комической оперой и сатирой. По наблюдению музыковеда Нины Виеру, при этом он нигде не перебарщивает с карикатурой, и даже Бекмессер получился «забавным и весёлым, а не только отрицательным персонажем». Однако у композитора всё же показаны его «злость и зависть, скрытые под личиной добродушного товарищества».    

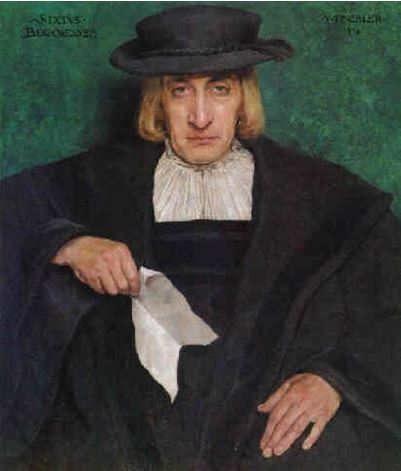
Виктор Тишлер. Портрет Сикста Бекмессера, 1914

Кроме пары Сакс—Бекмессер, в опере также противопоставляются последний и молодой рыцарь Вальтер фон Штольцинг, который не знает азов техники и традиций мейстерзингеров, но исполняет свою любовную песню (D-dur) вдохновенно и искренне. Однако это не может оценить мелочный Бекмессер, который испещрил всю доску указаниями на ошибки певца. Он выявил у него множество нарушений табулатуры: «ни паузы, ни фиоритуры… начала нет и нет конца… мелодии пропал и след». Юлий Энгель предположил, что эти слова символичны и суммируют мнение критиков Вагнера, которые высказывались в подобной манере. Ситуация осложняется тем, что все три персонажа влюблены в прекрасную и богатую невесту Еву Погнер. Образ Сакса олицетворяет обновление искусства, способность нового, прогрессивного омолодить традиционное. Он учит Вальтера мастерству, помогает ему победить и всячески старается нейтрализовать Бекмессера, который слепо следует букве правил и не способен на собственные художественные свершения. Бекмессер пытается сохранить найденную мелодию неизменной, а затем неудачно пытается включить в неё текст, украденный у его конкурента Вальтера. Вагнер на фоне любовной интриги показывает противостояние героев, выражающих свои художественные ценности.          

Между Бекмессером и шекспировским Мальволио (комедия «Двенадцатая ночь»), который был управляющим Оливии и нелепо пытался за ней ухаживать, усматривается некоторое сходство. В немецкой культуре имя бесталанного и завистливого интригана стало нарицательным. Оно стало означать обывательскую, придирчивую критику. В источниках «бекмессировщина» описывается как ограниченный, глупый формализм, отсталость, критиканство, мелочность. От него были образованы производные слова. Самый известный номер писаря — бедная в мелодическом отношении серенада (G-dur — вообще главенствующая тональность второго действия), ставшая причиной уличной потасовки. Она является ярким примером перехода песенной формы в ансамблевую (оркестрово-хоровой финал действия). Серенада исполнятся под аккомпанемент лютни, что соответствовало историческим реалиям сюжета. Так как к XIX веку этот инструмент уже вышел из сценической практики, та Вагнер решил использовать арфу особой конструкции, которая была создана по его указаниям. Инструмент представляет собой небольшую рамную арфу со стальными струнами, установленную на постамент. Поскольку на так называемой «арфе Бекмессера» (Beckmesser-Harfe) аккомпанируют стоя, то музыкант видит происходящее на сцене и, таким образом, подстраивается под движения персонажа и его «игру» на лютне. В настоящее время «арфу Бекмессера» производит только немецкая компания Horngacher. В современной практике эффект лютни без использования специального инструмента достигают посредством изменения звука оркестровой арфы (например, путём помещения между струн бумаги).     

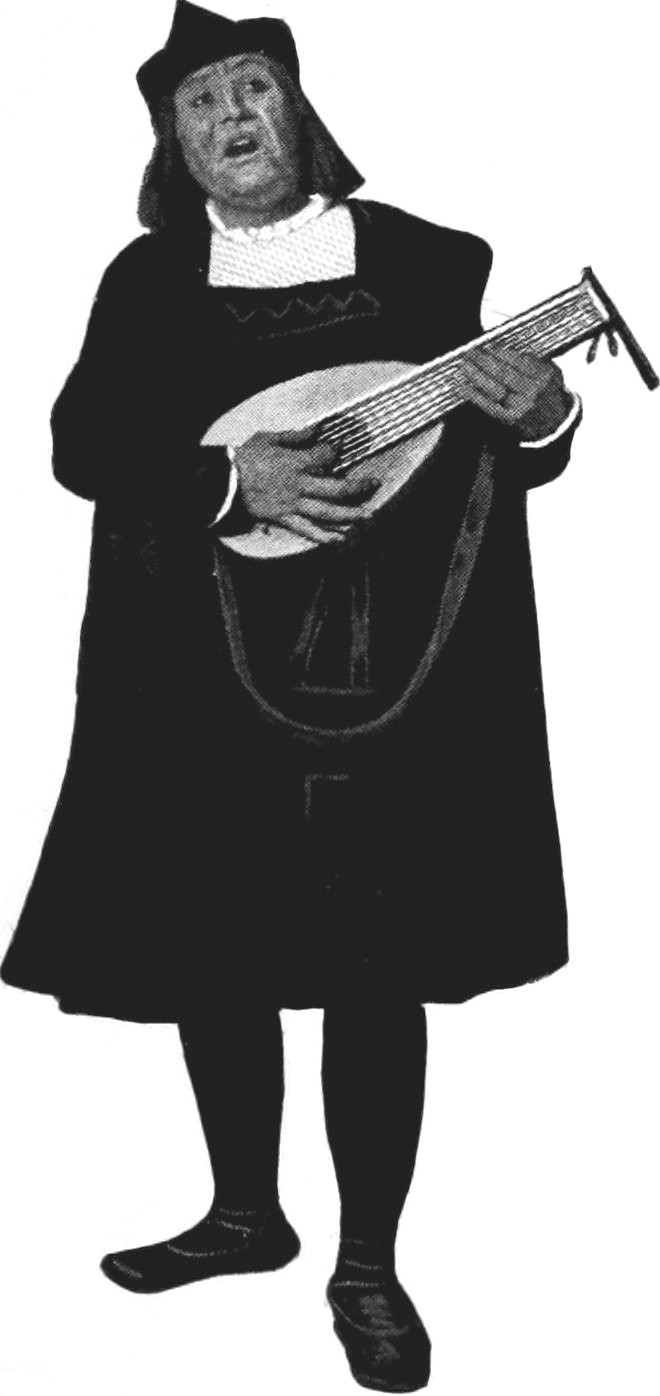
Серенада Бекмессера

Так как Бекмессер бесталанен и не оригинален в творческом отношении, то его партия насыщена музыкальными темами, заимствованными у других героев (лейтмотивы Вальтера, мейстерзингеров). «Ничтожная личность, завистник, он как в кривом зеркале отражает черты других персонажей, иногда делая их более яркими чем оригинал. Музыкальная характеристика Бекмессера индивидуально выразительна именно благодаря пародийному заострению чужих тем» (Нина Виеру). Его личный лейтмотив гротескный, ритмически «прихрамывающий». Конкурсная песня (e-moll) интонационно и по форме близка к серенаде, но не совпадает с ней. Видимо карикатурным целям служит использование в партии писаря нот высокого регистра. Такой приём Вагнер применял для характеристики отрицательных персонажей, поющих баритоном или бас-баритоном (Альберих, Клингзор, Хаген). Так, Бекмессер в третьем действии на протяжении четырёх тактов держит высокое, «теноровое» ля1. Такие хрестоматийные положительные герои вагнеровского театра как Зигфрид и Парсифаль берут такие высокие ноты очень редко, а Зигмунд только один раз. Музыковед Марк Вайнер пришёл к выводу, что такой подход был вызван «ксенофобской и антисемитской иконографией человеческого голоса». При таком объяснении, голоса героических (вагнеровских) теноров противопоставляются гнусавым звукам щуплых героев-семитов. Образ неоднократно пересматривался в различных интерпретациях, в том числе ему придавались более приятные черты. Вместо певца иногда задействовался драматический актёр. Такой подход был предпринят уже в байротской постановке 1888 года, где комическая сторона была сокращена, а роль писаря приобрела серьёзный тон.      
Владимир Стасов сравнивал «тупого и тяжёлого дурака Бекмессера, педанта старой школы» с отжившими свой век музыкантами. В 1906 году Николай Римский-Корсаков в письме к Стасову особо выделил «нелепую серенаду» Бекмессера. Сакс при этом стучит молотком и всячески мешает петь. Последовавшая за этим сцена (недовольство разбуженных соседей, потасовка, суматоха, выход ночного стража) — ни с чем несравнима. Молодой Сергей Прокофьев среди недостатков оперы отмечал в дневнике в 1912 году, что юмор «груб и тяжёл», а «партия Бекмессера могла бы быть написана, если можно так выразиться, искренней и тоньше». Однако музыка гениальна и после неё не хочется ничего создавать своего.

## Исполнители
В роли Бекмессера выступали певцы, обладающие басовым, а также баритоновым диапазоном: Густав Хёльцель, Теодор Лей, Макс Шлоссер, Фриц Фридрихс, Карл Небе, Бенедикт Феликс, Хайнрих Шульц, Михаил Бочаров, Александр Хайтдер, Карл Нойберт, Пауль фон Бонгардт, Карл Август Нойман, Эрих Кунц, Ричард Биттероф, Тони Бланкенхайм, Карл Шмитт-Вальтер, Томас Хемсли, Клаус Хирт, Бенно Куше, Александр Хайдтер, Герман Прей, Октав Энигэреску, Алан Опье, Андреас Шмидт, Михаэль Фолле, Адриан Эрёд, Йоханнес Мартин Кренцле и др. Записи партии оставили: Уильям Майкл (1923), Лео Шютцендорф (1928), Эдуард Хабих (1936), Херман Войдеманн (1937), Ойген Фукс (1937, 1943), Эрих Кунц (1944, 1951), Карл Донч (1950—1951), Хенрих Пфанфлц (1951, 1952, 1955), Бенно Куше (1956), Карл Шмитт-Вальтер (1957), Томас Хемсли (1967, 1968), Дерек Хэммонд-Страуд (1968), Герайнт Эванс (1970), Клаус Хирте (1974), Бернд Вайкль (1975—1976), Роланд Германн (1976), Зигфрид Лоренц (1993), Алан Опье (1995), Андреас Шмидт (1999), Михаэль Фолле (2004) и др.